# 賓夕法尼亞世
賓夕法尼亞世（英語：Pennsylvanian）是地球歷史中的一個地質時代，被國際地層委員會（ICS）所承認，是石炭紀兩個子時期中較早的一個（或兩個子系統中的較高者）。賓夕法尼亞世的年代大約位於323.2至298.9百萬年前。就像其他許多地質年代學的年代一樣，科學家可以利用岩床來辨識出賓夕法尼亞世，雖然準確的起始與終結時間仍未確定。賓夕法尼亞世是根據美國的賓夕法尼亞州來命名的，因為賓夕法尼亞世的岩層在該地分布廣泛。
賓夕法尼亞世和密西西比世之間的分界來自北美洲的地層。在北美洲，早期的石炭紀地層主要是海洋石灰岩，賓夕法尼亞世曾經被認為是密西西比世和二疊紀之間的一個完整的地質時期。在歐洲，密西西比世和賓夕法尼亞世是一個或多或少連續的低地陸相沉積序列，並被歸為石炭紀。目前國際上使用的國際地層委員會（ICS）地質時間尺度給密西西比世和賓夕法尼亞世子時期等级，作为石炭紀時期的子部分。

## 生命

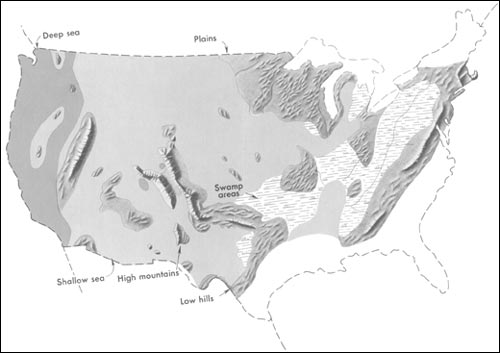
在賓夕法尼亞世中期美國的廣義地理地圖。

### 真菌
所有現代真菌纲的生物都出現在賓夕法尼亞世當中。

### 脊椎動物
兩棲動物是多樣和常見的，某些成年個體体可以長達數公尺。賓夕法尼亞世中期（莫斯科阶和卡西莫夫阶之間）雨林生態的崩溃清除了許多在涼爽乾燥的條件下無法生存的兩棲動物。但是，由於具體的關鍵適應性，爬行動物繁榮起來。羊膜動物的是晩石炭紀最大的進化創新之一，使某些四足類得以進一步開疆擴土，包括最早的蜥形纲爬行動物（林蜥屬，Hylonomus）和已知最早的合弓綱（始祖單弓獸屬，Archaeothyris）。小蜥蜴般的爬行動物迅速產生許多後代，為了應對雨林生態的崩溃後更加干燥的氣候，爬行動物經歷了一次重大的進化輻射。

### 無脊椎動物
此時的主要生命形式是節肢動物，由於含氧量高，當時的節肢動物遠遠大於現代節肢動物。節胸蜈蚣（Arthropleura），一種巨型千足蟲的近親，是常見的景象，與之伴隨的是在天空中飛舞的巨脈蜻蜓（Meganeura）。

## 年代劃分
賓夕法尼亞世擁有許多不同的年代劃分方式，國際地層委員會根據俄羅斯科學界的方式將其劃分成4個階：
- 巴什基尔阶（Bashkirian）323.2-315.2百万年前
- 莫斯科阶（Moscovian）315.2-307.0百万年前
- 卡西莫夫阶（Kasimovian）307.0-303.7百万年前
- 格舍尔阶（Gzhelian）303.7-298.9百万年前

歐洲科學界通常將石炭紀劃分成狄南紀與西利西亞紀，其中西利西亞紀起始時間比賓夕法尼亞世更早，並被分成3個階：
- 納繆爾階（時間相當於謝爾普霍夫階至巴什基爾階早期）
- 西發利雅階（時間相當於巴什基爾階晚期至卡西莫夫階）
- 史蒂芬階（時間相當於格熱爾階）

## 外部連結
- The Late Carboniferous a Time of Great Coal Swamps, Paleomap project. World map from this time period.
- The Carboniferous - 354 to 290 Million Years Ago （页面存档备份，存于）, University of California Museum of Paleontology. Information on stratigraphies, localities, tectonics, and life.
- The Pennsylvanian Epoch of the Carboniferous Period: 318 to 299 Mya, Paleos.com
- US Geological Survey comparison of time scales （页面存档备份，存于）